# Arnes

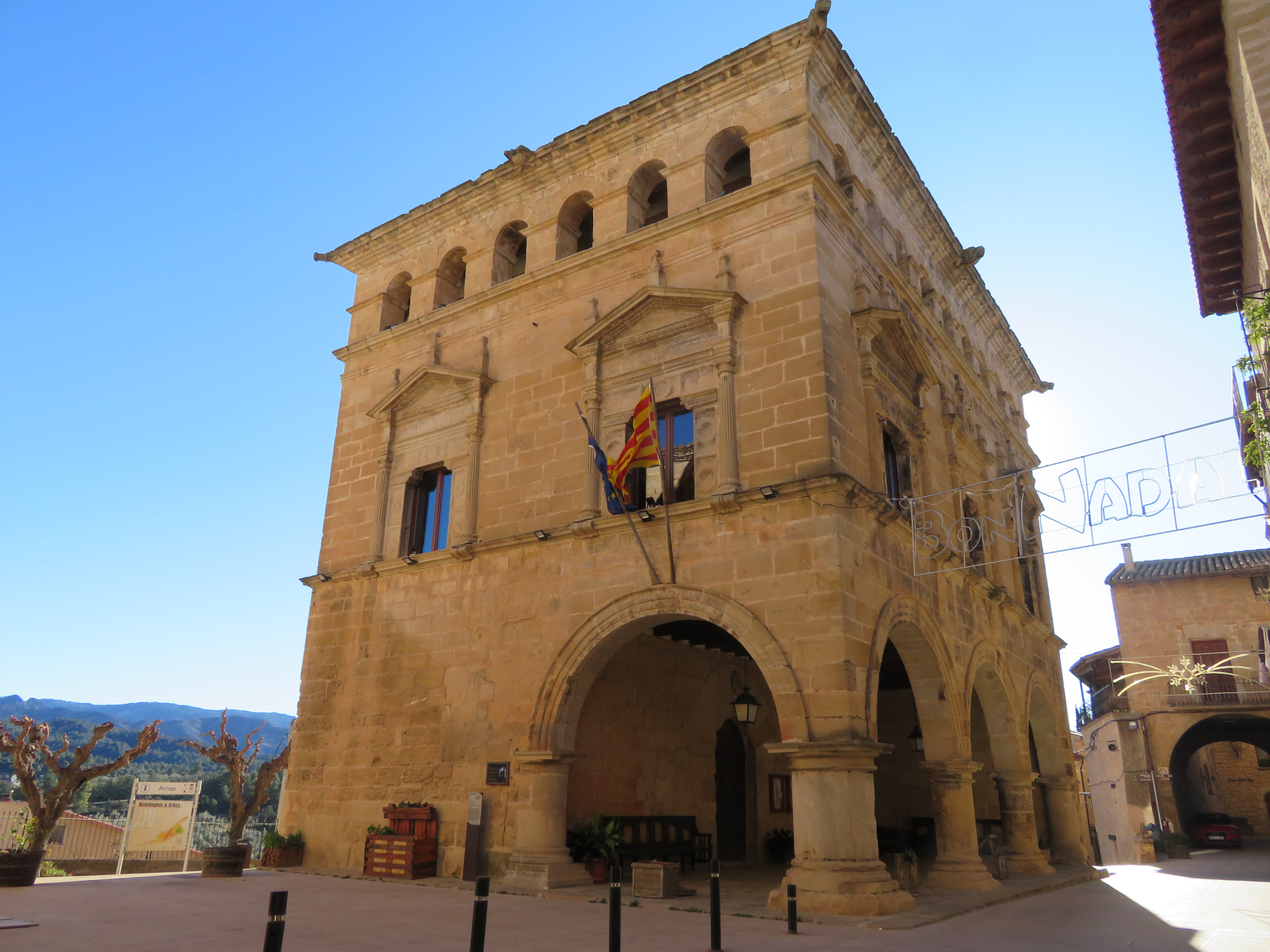
Arnés

Arnes – gmina w Hiszpanii, w prowincji Tarragona, w Katalonii, o powierzchni 42,88 km². W 2011 roku gmina liczyła 492 mieszkańców.

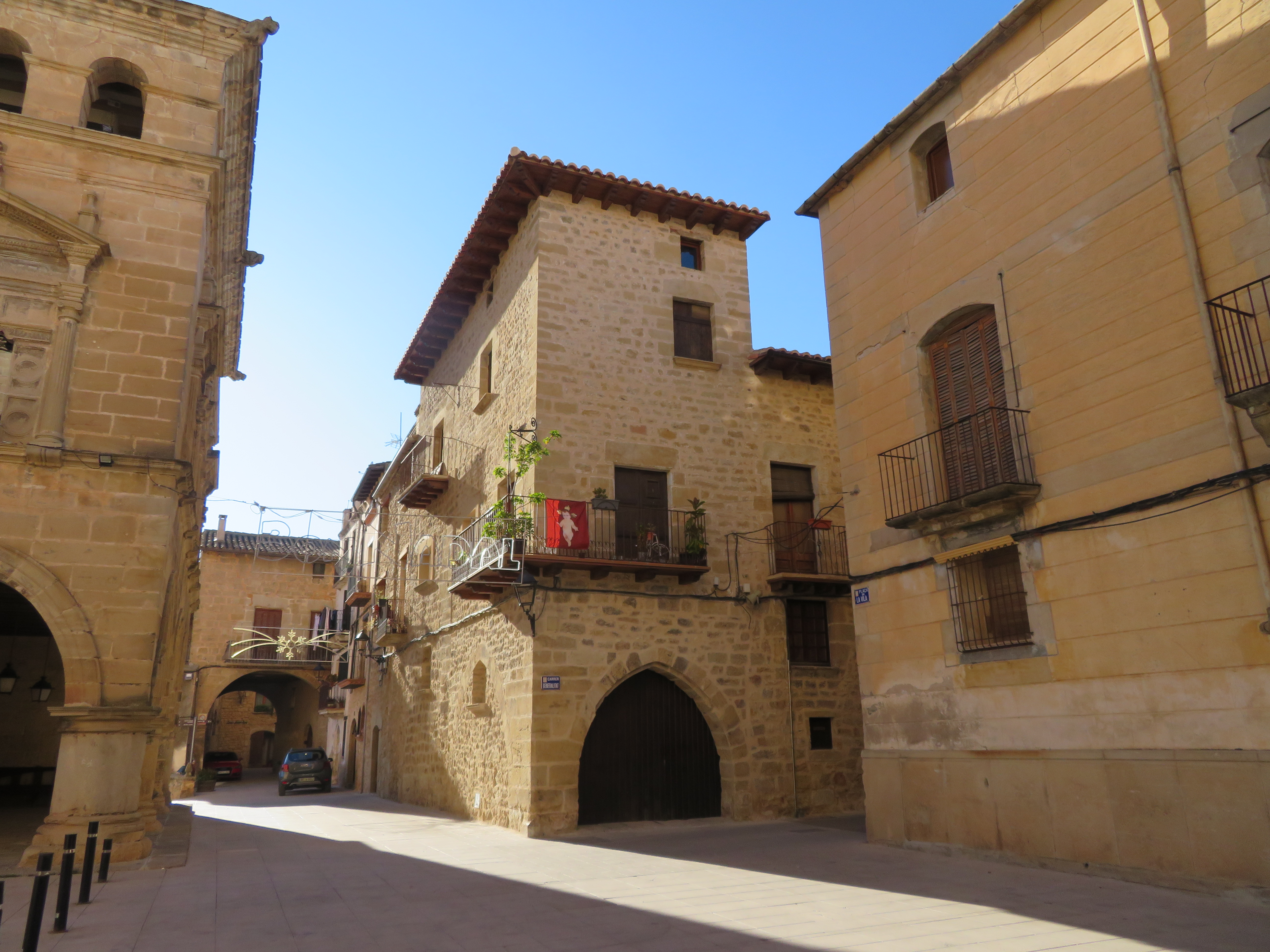
Arnés